# Crudeltà verso gli animali

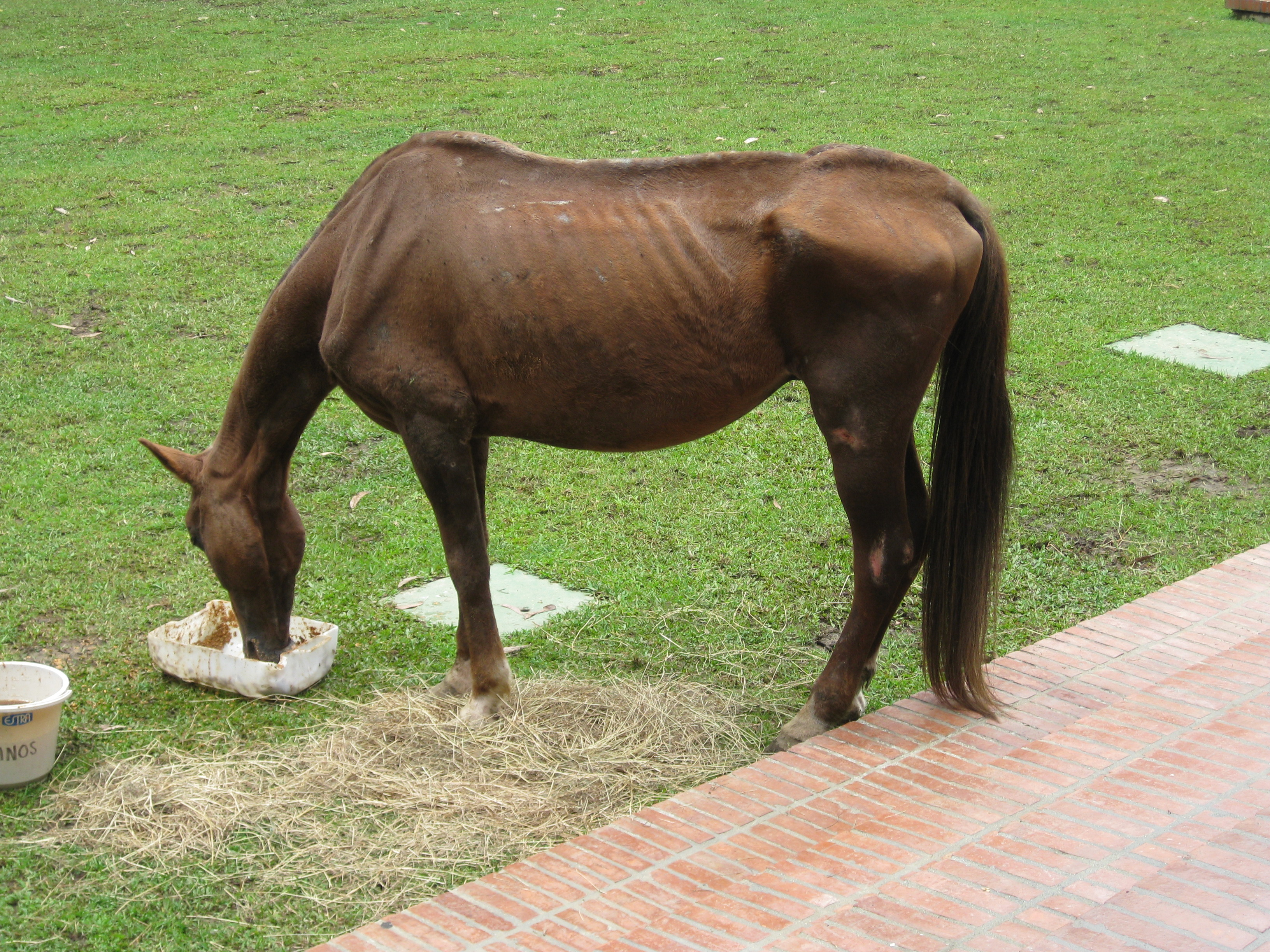
Cavallo denutrito che mangia in una clinica veterinaria

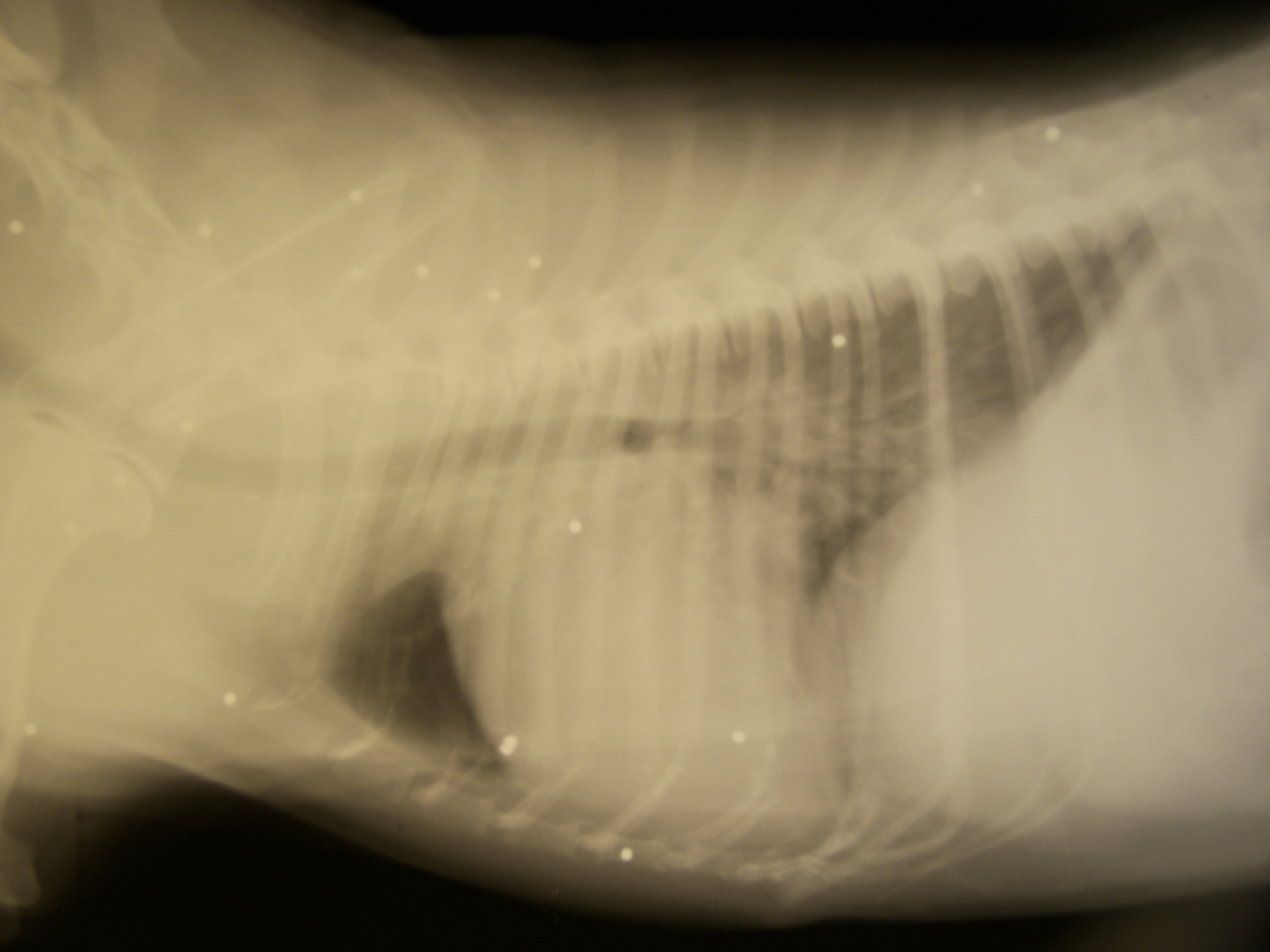
Radiografia del torace di un gatto ferito; le macchie bianche sono pallini da caccia

La crudeltà verso gli animali è l'inflizione di sofferenza o danno da parte degli esseri umani agli animali, sia per negligenza che per volontà (ad esempio quando volontariamente uccisi, segregati o maltrattati per varie ragioni). Più in senso stretto, la sofferenza può essere inflitta per ottenere specifici risultati, come l'uccisione di animali per intrattenimento; la crudeltà verso gli animali a volte è fine a se stessa, un atto denominato zoosadismo. Approcci divergenti alle leggi riguardanti la crudeltà sugli animali sono adottati in diversi sistemi giuridici in tutto il mondo. Ad esempio, alcune leggi regolano i metodi di uccisione degli animali per cibo, vestiti o altri prodotti, e altre leggi riguardano la detenzione di animali per intrattenimento, istruzione, ricerca o compagnia (quando gli animali diventano "domestici"). Esistono diversi approcci alla questione della crudeltà verso gli animali.
Anche se alcune pratiche, come i combattimenti tra animali, sono ampiamente riconosciute come crudeli, non tutte le persone hanno lo stesso concetto (e non tutte le nazioni hanno lo stesso sistema giuridico) di ciò che costituisce crudeltà sugli animali. Molti affermerebbero ad esempio che tagliare la coda a un maialino senza anestesia costituisce crudeltà. Altri risponderebbero che è una tecnica di routine per la produzione di carne per prevenire danni successivi che potrebbero verificarsi nella vita del maiale. Inoltre, le leggi che regolano la crudeltà sugli animali variano da nazione a nazione. Mentre è una pratica di routine negli Stati Uniti, tagliare la coda a un maialino è proibito nell'Unione europea (UE).
I sostenitori dell'utilitarismo argomentano dalla posizione di costi e benefici e variano nelle loro conclusioni in merito al trattamento ammissibile degli animali. Alcuni utilitaristi sostengono un approccio più leggero che è più vicino alla posizione del benessere degli animali, mentre altri sostengono una posizione che è simile ai diritti degli animali. I teorici dei diritti degli animali criticano queste posizioni, sostenendo che le parole "non necessario" e "umano" sono soggette a interpretazioni ampiamente diverse e che gli animali hanno diritti fondamentali. Affermano che la maggior parte dell'uso degli animali è di per sé inutile e causa di sofferenza, quindi l'unico modo per garantire la protezione degli animali è porre fine al loro status di proprietà e garantire che non siano mai visti come una sostanza o come esseri non viventi.

## Elementi storici
Nel corso della storia, alcuni individui, come Leonardo da Vinci, che una volta acquistò uccelli in gabbia per liberarli, erano preoccupati per la crudeltà verso gli animali. I suoi taccuini registrano anche la sua contrarietà al fatto che gli umani usavano il loro dominio per allevare animali da macello. Secondo il filosofo contemporaneo Nigel Warburton, per la maggior parte della storia umana la visione dominante è stata che gli animali esistono perché gli umani ne facciano ciò che ritengono opportuno. Il sociologo David Nibert sottolinea che il processo di domesticazione ha aumentato drasticamente lo sfruttamento degli animali da parte degli umani, in particolare in Eurasia. Gran parte di questo sfruttamento ha comportato non solo violenza fisica diretta, ma anche violenza strutturale poiché la loro oppressione sistemica e la schiavitù "hanno portato alla loro incapacità di soddisfare i loro bisogni di base, alla perdita di autodeterminazione e di opportunità di vivere in modo naturale". Afferma che i resti di animali domestici di migliaia di anni fa trovati durante gli scavi archeologici hanno rivelato numerose patologie ossee, che forniscono prove di estrema sofferenza:
Scavi di reperti dell'8500 a.C. hanno portato alla luce deformità ossee di capre e vacche, offrendo così "indizi di stress fisico, dovuto presumibilmente alle condizioni in cui erano tenuti questi primi animali domestici". Resti di pecore e capre della prima età del bronzo mostrano una marcata diminuzione dello spessore osseo, che riflette carenze di calcio, "effetto combinato di malnutrizione e mungitura intensiva". 
Diverse tradizioni religiose, in particolare quelle originarie dell'India, hanno promosso il benessere degli animali come un concetto importante o fondamentale, persino al punto di promuovere il vegetarianismo o il veganismo. Esempi includono il buddismo, il giainismo, l'induismo (il bestiame è un animale sacro in India) e alcune forme di giudaismo (molti ebrei ortodossi non indossano pelle).
René Descartes credeva che i non umani fossero automi, macchine complesse senza anima, mente o ragione. Nel dualismo cartesiano, la coscienza era unica dell'uomo tra tutti gli altri animali e legata alla materia fisica dalla grazia divina. Tuttavia, un'analisi attenta mostra che molte caratteristiche umane come l'uso complesso dei segni, l'uso degli strumenti e l'autocoscienza possono essere trovate in alcuni animali.
Charles Darwin, presentando la teoria dell'evoluzione, rivoluzionò il modo in cui gli esseri umani vedevano la loro relazione con le altre specie. Darwin credeva che non solo gli esseri umani avessero una parentela diretta con gli altri animali, ma che questi ultimi avessero anche una vita sociale, mentale e morale. Più tardi, in The Descent of Man (1871), scrisse: "Non c'è alcuna differenza fondamentale tra l'uomo e i mammiferi superiori per ciò che riguarda le loro facoltà mentali".

Filosofi e intellettuali moderni, come Peter Singer e Tom Regan, hanno sostenuto che la capacità degli animali di provare dolore come gli esseri umani rende il loro benessere degno di pari considerazione. Ci sono molti precursori di questa linea di pensiero. Jeremy Bentham, il fondatore dell'utilitarismo, scrisse notoriamente nel suo Introduzione ai principi della morale e della legislazione (1789): 
La domanda non è: sanno ragionare, o parlare? ma: possono soffrire?
Questi argomenti hanno spinto alcuni studiosi ed attivisti a suggerire che il benessere degli animali dovrebbe entrare direttamente in una funzione di benessere sociale, non solo indirettamente attraverso il suo effetto solo sul benessere umano. Molti paesi hanno ora formalmente riconosciuto la sensibilità e la sofferenza degli animali e hanno approvato in risposta a questo problema una legislazione contro la crudeltà verso di essi.

## Forme
La crudeltà sugli animali può essere suddivisa in due categorie principali: attiva e passiva. La crudeltà passiva è caratterizzata da casi di negligenza, in cui la crudeltà è dovuta alla mancanza di azione da parte dell'uomo, piuttosto che ad una volontà diretta di indurre sofferenza. In molti casi di negligenza, in cui un investigatore ritiene che la crudeltà sia avvenuta per ignoranza (ad esempio nel caso di controlli sanitari in fattorie, allevamenti, circhi, eccetera), può tentare di istruire il proprietario dell'animale, quindi riesaminare la situazione. Nei casi più gravi, circostanze urgenti possono richiedere che l'animale venga portato via al proprietario per effettuare cure veterinarie.

### Allevamento industriale di animali

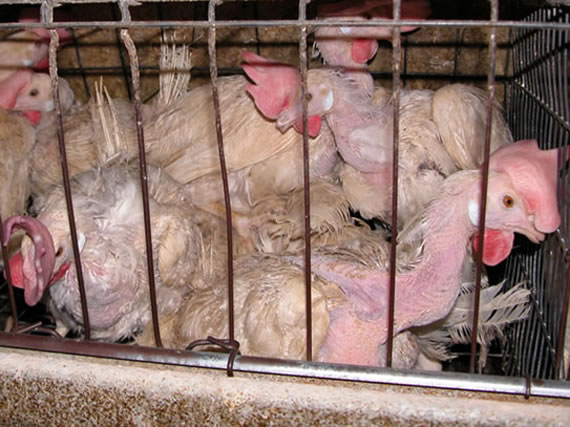
Galline ovaiole in una gabbia affollata

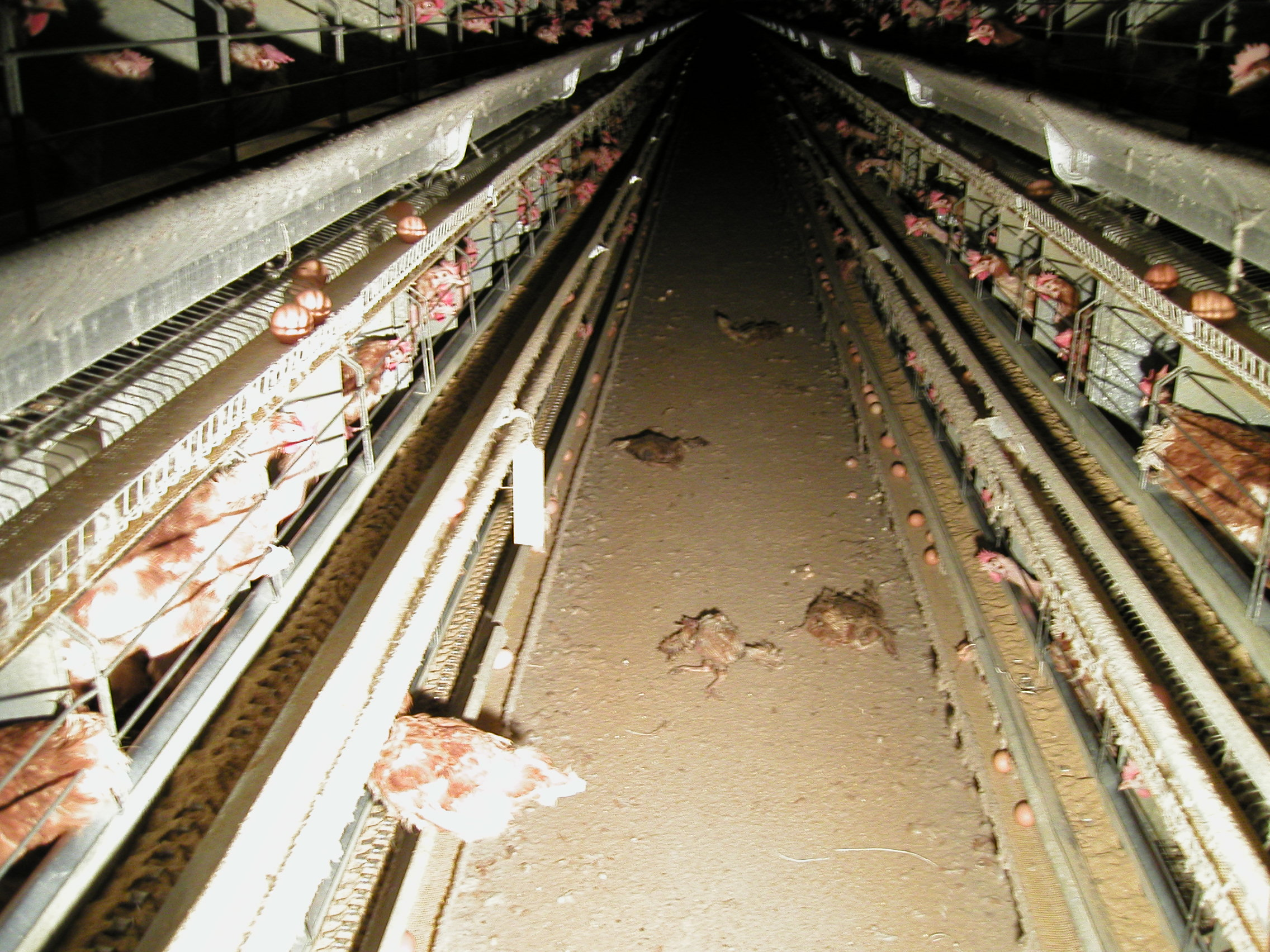
Impianto di produzione di uova di gallina

Gli animali da fattoria sono generalmente tenuti in grandi strutture industriali che ospitano migliaia di esemplari molto densamente stipati; queste strutture a volte vengono chiamate "allevamenti intensivi". La natura industriale di queste strutture implica che molte procedure di routine o pratiche di allevamento incidono sul benessere degli animali e potrebbero essere considerate crudeltà; Henry Stephens Salt nel 1899 sosteneva che "è impossibile trasportare e macellare in modo umano un gran numero di grandi animali altamente sensibili".
È stato suggerito che il numero di animali cacciati, tenuti per compagnia, utilizzati nei laboratori, allevati per l'industria delle pellicce, fatti correre e utilizzati negli zoo e nei circhi sia insignificante rispetto agli animali da fattoria e pertanto il "problema del benessere degli animali" è numericamente riducibile al "problema del benessere degli animali da fattoria". Allo stesso modo, gruppi di attivisti hanno suggerito che polli, mucche, maiali e altri animali da fattoria siano tra gli animali più numerosi sottoposti a crudeltà. Ad esempio, poiché i polli maschi non depongono uova, gli esemplari appena nati vengono abbattuti utilizzando maceratori o tritacarne. Il consumo eccessivo di carne in tutto il mondo è un altro fattore che contribuisce alla grave situazione degli animali da allevamento. Molti investigatori sotto copertura hanno denunciato la crudeltà sugli animali che avviene all’interno dell’industria degli allevamenti intensivi e ci sono prove che i consumatori a cui sono state fornite informazioni accurate sul processo di produzione della carne e sugli abusi che lo accompagnano hanno portato a cambiamenti nei loro atteggiamenti.
L'American Veterinary Medical Association accetta la macerazione (lo schiacciamento istantaneo dell’animale al fine di provocarne la morte) sotto determinate condizioni, ma raccomanda metodi alternativi di abbattimento.
Esempi di crudeltà verso gli animali negli allevamenti industriali sono:
- Le galline ovaiole vengono trasferite in "gabbie a batteria" dove sono tenute ad alta densità. Matheny e Leahy attribuiscono l'osteoporosi nelle galline a questo metodo di allevamento[13].
- I polli broiler soffrono di situazioni simili, in cui vengono nutriti con steroidi per crescere a una velocità molto alta, così veloce che le loro ossa, il cuore e i polmoni spesso non riescono a tenere il passo[13]. I polli broiler di età inferiore alle sei settimane soffrono di dolorose paralisi dovute a rapidi tassi di crescita, mentre uno su cento di questi uccelli molto giovani muore di insufficienza cardiaca[20].
- Per ridurre l'aggressività in condizioni di sovraffollamento, subito dopo la nascita i suinetti vengono castrati, le loro code amputate e i loro denti tagliati[6], e successivamente vengono marchiati.
- I vitelli vengono talvolta allevati in gabbie apposite, che sono piccole stalle che immobilizzano i vitelli durante la loro crescita, riducendo i costi e impedendo lo sviluppo muscolare, rendendo la carne risultante di un colore pallido, preferito dai consumatori[13].

Negli Stati Uniti, la crudeltà sugli animali come il soring, che è illegale, a volte avviene nelle fattorie e nei ranch, così come i trattamenti legali ma crudeli come la marchiatura del bestiame. Poiché le leggi statunitensi ag-gag proibiscono la documentazione video o fotografica delle attività agricole, queste pratiche sono state documentate da fotografie segrete scattate da informatori o agenti sotto copertura di organizzazioni come Mercy for Animals e la Humane Society che si spacciano per dipendenti. Le organizzazioni agricole come l'American Farm Bureau Federation hanno sostenuto con successo leggi che limitano severamente la fotografia segreta o l'occultamento di informazioni ai datori di lavoro agricoli.

### Preoccupazioni per il benessere degli animali da fattoria

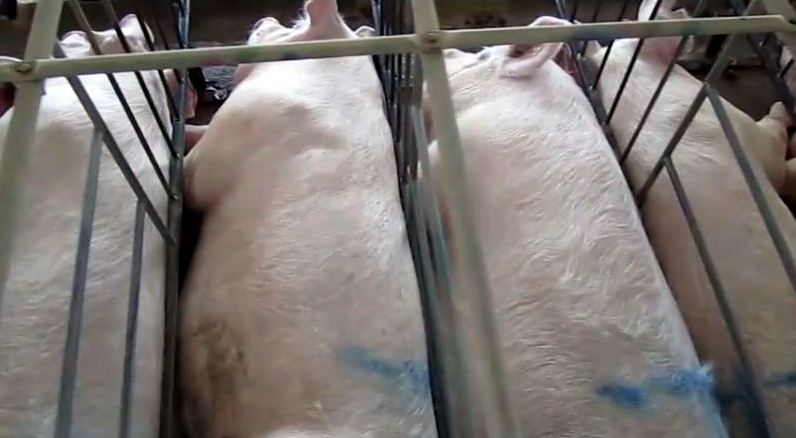
Gabbia standard per scrofe in gravidanza di 6,6 x 2,0 piedi (2 m x 60 cm)

Di seguito sono elencati gli interventi invasivi che causano dolore, eseguiti di routine sugli animali da fattoria, e le condizioni di stabulazione che causano costantemente preoccupazioni per il benessere degli animali. In un sondaggio condotto tra i proprietari di case degli Stati Uniti, il 68% degli intervistati ha affermato di considerare il prezzo della carne un problema più importante.
| Specie             | Procedure invasive | Stabulazione |
| ------------------ | --- | --- |
| Bestiame           | - Marchiatura - Castrazione - Decornazione (taglio delle corna) - Etichettatura all'orecchio - Nasiera - Contenimento - Taglio della coda - Resezione della lingua                                | - Elevata densità di stoccaggio* - Movimenti limitati* *Causati dall'ingrasso |
| Bovini da latte    | - Contenimento - Inseminazione artificiale - Decornazione - Etichettatura all'orecchio - Taglio della coda - Marchiatura - Nasiera                                                                | - Elevata densità di stoccaggio - Movimenti limitati causati dalla coercizione delle macchine produttrici di latte - Separazione della madre da un cucciolo (vitelli)                     |
| Cani               | - Castrazione - Taglio della coda e/o delle orecchie - Macellazione tramite elettrocuzione o percosse                                                                                             | - Elevata densità di stoccaggio - Movimenti limitati |
| Tacchini domestici | - Debeccatura (mutilazione del becco) - Rimozione del bargiglio - Devocalizzazione (in cui il tessuto viene rimosso dalle corde vocali) - Rimozione dello sperone - Taglio delle dita delle zampe | - Elevata densità di stoccaggio - Movimenti limitati |
| Polli broiler      | - Sbeccamento | - Elevata densità di stoccaggio - Movimenti limitati |
| Anatre e oche      | - Alimentazione forzata - Spennatura dal vivo (rimozione delle piume quando l'animale è ancora vivo) - Taglio dell'ala                                                                            | - Elevata densità di stoccaggio - Movimenti limitati |
| Cavalli            | - Castrazione - Marchiatura | - Elevata densità di stoccaggio - Movimenti limitati |
| Galline ovaiole    | - Debeccatura - Paraocchi (alcune versioni richiedono uno spillo per perforare il setto nasale) - Rimozione della cresta                                                                          | - Elevata densità di stoccaggio - Movimenti limitati |
| Capre e pecore     | - Etichettatura all'orecchio - Decornazione - Marcatura (che comprende mulesing, castrazione e taglio della coda degli agnelli) - Mulesing - Taglio della coda - Taglio dei denti                 | - Elevata densità di stoccaggio* - Movimenti limitati* *Tenendo conto dell'industria della lana fine e dell'esportazione di animali vivi                                                  |
| Maiali             | - Castrazione - Stordimento con CO2 - Taglio delle orecchie - Etichettatura all'orecchio - Nasiera - Taglio della coda - Tatuaggio - Taglio dei denti e/o delle zanne                             | - Gabbia di gestazione (un recinto metallico in cui una scrofa allevata per la riproduzione può essere tenuta durante la gravidanza) - Elevata densità di stoccaggio - Movimenti limitati |

### Industria della pelliccia

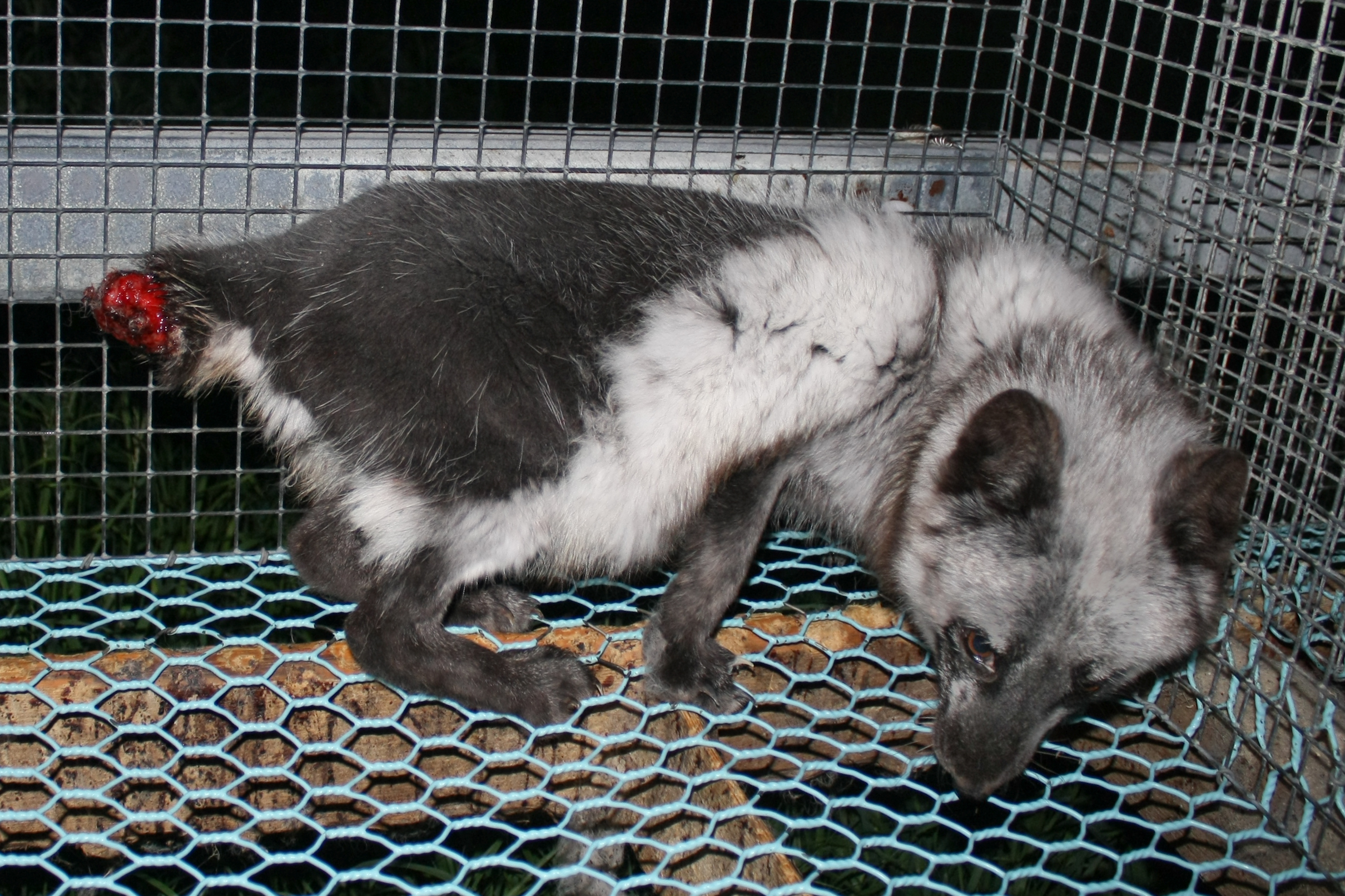
Volpe dalla coda amputata nella gabbia di un allevamento di animali da pelliccia

Gli attivisti per il benessere degli animali suggeriscono un divieto totale sulla produzione di pellicce a causa della sofferenza inflitta agli animali, in particolare ai visoni. È stato suggerito che la produzione di pellicce sia immorale poiché gli abiti di pelliccia sono articoli di lusso. I visoni sono animali solitari e territoriali; tuttavia, negli allevamenti di pellicce, vengono allevati in gabbie e scuoiati dopo essere stati uccisi rompendo loro il collo o utilizzando gas letali.

### Presunto legame con la violenza umana e i disturbi psicologici
Esistono studi che forniscono prove di un legame tra crudeltà sugli animali e violenza verso gli esseri umani. Uno studio del 2009 ha rilevato che l'occupazione nei macelli aumenta i tassi di arresto totali, arresti per crimini violenti, arresti per stupro e per altri reati sessuali rispetto ad altri settori. Un ampio sondaggio nazionale del Centro norvegese per gli studi sulla violenza e lo stress traumatico ha rilevato una "sostanziale sovrapposizione tra abuso sugli animali da compagnia e abuso sui minori" e che la crudeltà verso gli animali "si verifica più frequentemente contemporaneamente ad abuso psicologico e forme meno gravi di abuso fisico sui minori".
Un comportamento noto come zoosadismo è considerato uno dei segni di alcune psicopatologie, tra cui il disturbo antisociale di personalità, noto anche come disturbo psicopatico di personalità. Secondo The New York Times, "l'FBI ha scoperto che una storia di crudeltà verso gli animali è uno dei tratti che appare regolarmente nei suoi archivi informatici di stupratori e assassini seriali, e il manuale standard di diagnosi e trattamento per disturbi psichiatrici ed emotivi elenca la crudeltà verso gli animali come criterio diagnostico per i disturbi della condotta". "Un sondaggio sui pazienti psichiatrici che avevano ripetutamente torturato cani e gatti ha scoperto che tutti avevano alti livelli di aggressività anche verso le persone, incluso un paziente che aveva assassinato un bambino". Robert K. Ressler, un agente dell'unità di scienze comportamentali del Federal Bureau of Investigation, ha studiato i serial killer e ha osservato: "Assassini come questo (Jeffrey Dahmer) iniziano molto spesso uccidendo e torturando animali da bambini".
Gli atti di crudeltà intenzionale sugli animali o lesioni non accidentali possono essere indicatori di gravi problemi psicologici. Secondo l'American Humane Association, il 13% dei casi di abuso intenzionale sugli animali riguarda la violenza domestica. Fino al 71% delle donne proprietarie di animali domestici che cercano rifugio in case sicure hanno riferito che il loro partner aveva minacciato e/o ferito o ucciso uno o più dei loro animali domestici; il 32% di queste donne ha riferito che uno o più dei loro figli avevano anche ferito o ucciso animali domestici. Le donne maltrattate riferiscono di essere esitanti a lasciare i loro aggressori perché temono cosa potrebbe accadere agli animali in loro assenza. L'abuso sugli animali è talvolta utilizzato come una forma di intimidazione nelle controversie domestiche.
La crudeltà verso gli animali è una delle tre componenti della triade di Macdonald e questo comportamento è considerato uno dei segni di comportamento antisociale violento nei bambini e negli adolescenti. Secondo gli studi utilizzati per formare questo modello, la crudeltà verso gli animali è un comportamento comune (ma non universale) nei bambini e negli adolescenti che crescono fino a diventare serial killer o altre tipologie di criminali violenti. È stato anche scoperto che i bambini che sono crudeli con gli animali hanno spesso assistito o sono stati vittime di abusi a loro volta. In due studi separati citati dalla Humane Society degli Stati Uniti, circa un terzo delle famiglie che soffrono di abusi domestici ha indicato che almeno un bambino aveva ferito o ucciso un animale domestico.

### Abuso sessuale
L'abuso sessuale sugli animali, spesso definito da molti come "bestialità", si verifica quando un individuo sfrutta un animale per il proprio piacere sessuale o per il piacere di altri.
La bestialità è fortemente associata da molti alla zoofilia, una parafilia che coinvolge l'attrazione sessuale per gli animali non umani. Alcune persone possono essere bestialiste, zoofile o entrambe le cose. L'atto effettivo di avere un rapporto sessuale con animali è noto come "bestialità". Quindi un individuo può essere uno zoofilo senza impegnarsi in bestialità, come attraverso la fantasia o altri atti sessuali.
Negli anni 2010 c'è stato un aumento di zoofili che sostengono la normalizzazione della bestialità. Uno di questi individui è Douglas Spink, che è stato condannato per aver presumibilmente posseduto una fattoria di bestialità in cui sono stati trovati diversi animali come cani, cavalli e topi. Egli è stato il precedente co-conduttore di un podcast zoofilo con il nome di Zooier than thou. Il podcast mira a promuovere una prospettiva più positiva sulla bestialità nel tentativo di normalizzare lo sfruttamento sessuale degli animali per la gratificazione degli umani.

### Rituali culturali
Molte volte, quando gli elefanti asiatici vengono catturati in Thailandia, gli addestratori utilizzano una tecnica nota come "schiacciamento da addestramento" (Phajaan), in cui "gli addestratori usano la privazione del sonno, la fame e la sete per 'spezzare' lo spirito degli elefanti e renderli sottomessi ai loro proprietari"; inoltre, gli addestratori conficcano chiodi nelle orecchie e nei piedi degli elefanti.
La pratica della crudeltà verso gli animali a fini divinatori si riscontra in culture antiche (ad esempio nella scapulomanzia), e alcune religioni moderne come la santeria continuano a fare sacrifici di animali per la guarigione e altri rituali. Il Taghairm (un metodo di divinazione che spesso comportava tortura, uccisione e crudeltà verso gli animali, compreso l'arrostimento di gatti vivi) veniva eseguito dagli antichi scozzesi per evocare i diavoli.

### Intrattenimento

#### Televisione e cinema

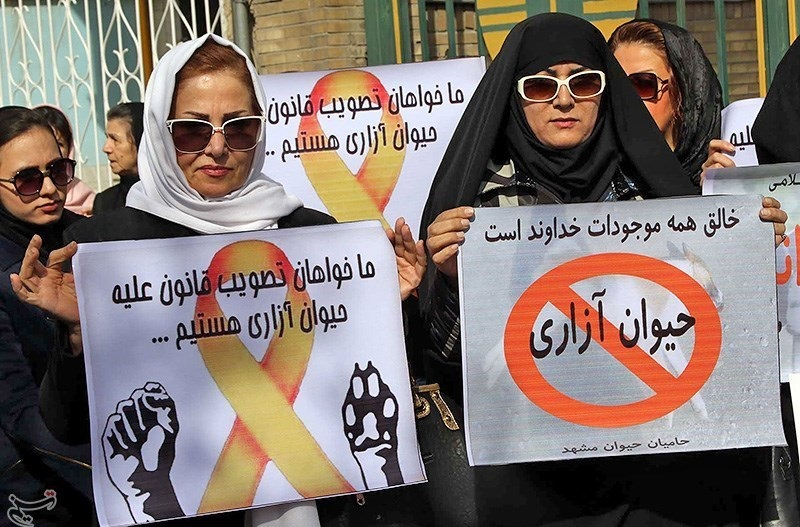
Manifestazione contro la crudeltà verso gli animali in Iran

La crudeltà verso gli animali è da tempo un problema nell'industria cinematografica, con persino alcuni film di Hollywood ad alto budget che hanno ricevuto critiche per il trattamento presumibilmente dannoso, e talvolta letale, degli animali durante la produzione. Le decisioni della corte hanno affrontato film che danneggiano gli animali come video che in parte raffigurano combattimenti tra cani.
L'American Humane Association (AHA) è stata associata al monitoraggio della produzione cinematografica americana sin dall'uscita del film Jesse James (1939), in cui un cavallo fu spinto giù da una tavola e annegato in uno specchio d'acqua dopo essere caduto da 40 piedi (circa 12 metri). Inizialmente, il monitoraggio della crudeltà sugli animali era una partnership tra l'AHA e i produttori e distributori cinematografici d'America (chiamati anche "ufficio Hays") attraverso il Codice Hays. Le disposizioni del codice scoraggiavano "l'apparente crudeltà verso bambini e animali" e poiché l'ufficio Hays aveva il potere di far rispettare questa clausola, l'AHA aveva spesso accesso ai set per valutarne l'aderenza. Tuttavia, poiché l'ufficio di Hollywood dell'AHA dipendeva dall'ufficio Hays per il diritto di monitorare i set, la chiusura dell'ufficio Hays nel 1966 corrispose a un aumento della crudeltà sugli animali sui set cinematografici.
Nel 1977, un contratto triennale era in vigore tra la Screen Actors Guild (SAG) e l'American Federation of Television and Radio Artists, che specificava che l'AHA avrebbe dovuto essere "consultata sull'uso di animali 'quando appropriato'", ma il contratto non forniva una struttura per ciò che significava "appropriato" e non aveva poteri esecutivi. Questo contratto è scaduto nel 1980.
Uno degli esempi più evidenti di crudeltà sugli animali nel film è stato il flop di Michael Cimino I cancelli del cielo (1980), in cui numerosi animali sono stati brutalizzati e persino uccisi durante la produzione. Cimino avrebbe ucciso polli e dissanguato cavalli per raccogliere campioni del loro sangue da spalmare sugli attori per I cancelli del cielo, e avrebbe anche fatto saltare in aria un cavallo con la dinamite durante le riprese di una sequenza di battaglia, la cui scena è stata inserita nel film. Questo film ha avuto un ruolo importante nel rinnovato controllo della crudeltà sugli animali nei film e ha portato a un rinnovato sistema giuridico ufficiale sul set per monitorare il trattamento degli animali da parte dell'AHA nel 1980.
Dopo l'uscita del film Reds (1981), la star e regista del film, Warren Beatty, si scusò per l'uso di fili a scatto da parte della sua troupe cinematografica spagnola sui cavalli durante le riprese di una scena di battaglia, quando Beatty non era presente. I fili a scatto furono usati contro i cavalli quando vennero girati Rambo III (1988) e The 13th Warrior (1999). Un bufalo d'acqua fu tagliato quasi a metà durante la produzione di Apocalypse Now (1979), mentre un asino fu dissanguato a morte per un effetto drammatico per il film danese Manderlay (2005), in una scena poi eliminata.
C'è un caso di crudeltà verso gli animali nel film sudcoreano The Isle (2000), secondo il suo regista Kim Ki-Duk. Nel film, una vera rana viene scuoiata viva mentre alcuni pesci vengono mutilati. Sette animali sono stati uccisi durante le riprese del controverso film italiano Cannibal Holocaust (1980). Le immagini nel film includono la lenta decapitazione e lo squartamento di una tartaruga, una scimmia decapitata e il suo cervello consumato dagli indigeni e un ragno fatto a pezzi. Cannibal Holocaust fa parte di un collettivo di film simili (a tema cannibalismo) che presentavano crudeltà sugli animali non inscenate. Le loro influenze erano radicate nei film dei registi di mondo movie, che a volte avevano contenuti simili.
La SAG ha stipulato un contratto con l'AHA per monitorare l'uso degli animali durante le riprese o sul set. Il rispetto di questo accordo è volontario e si applica solo ai film realizzati negli Stati Uniti. I film monitorati dall'American Humane Association possono riportare uno dei loro messaggi di coda. Molte produzioni, comprese quelle realizzate negli Stati Uniti, non avvisano l'AHA o la SAG dell'uso degli animali nei film, quindi non c'è supervisione.
Anche altre organizzazioni per il benessere degli animali in tutto il mondo, come l'Animal Anti-Cruelty League in Sudafrica, hanno monitorato l'uso degli animali nei film.

#### Video di Internet
La crudeltà verso gli animali è stata spesso filmata su video e caricata su siti web di social media o gruppi Internet privati. Ciò può comportare operazioni sistematiche su larga scala; un esempio notevole di ciò è stata una rete globale di tortura delle scimmie scoperta dalla BBC nel giugno 2023, in cui i partecipanti producevano e distribuivano video di scimmie ferite e uccise. Gli individui che hanno pubblicato contenuti sulla crudeltà verso gli animali includono Luka Magnotta, un assassino canadese che ha caricato video su YouTube in cui torturava e uccideva gatti; Rubén Marrero Pernas, un uomo di Cuba che è stato trovato a stuprare, torturare e poi uccidere cani e a registrare gli atti online per il pubblico; e Leighton Labute, un uomo canadese che è stato arrestato nel 2020 per aver torturato e ucciso tre criceti e aver caricato il video sui social media.
Il sito di condivisione video YouTube è stato criticato per aver ospitato migliaia di video di crudeltà sugli animali nella vita reale, in particolare un animale che si nutriva di un altro per puro intrattenimento e spettacolo. Sebbene alcuni di questi video siano stati segnalati come inappropriati dagli utenti, YouTube ha generalmente rifiutato di rimuoverli, a differenza dei video che includono violazioni del copyright. Nel 2021, YouTube ha vietato i video di salvataggio di animali inscenati, in cui essi venivano messi intenzionalmente in pericolo prima di essere salvati.

#### Circhi
L'uso di animali nel circo è stato controverso da quando i gruppi per il benessere degli animali hanno documentato casi di crudeltà durante l'addestramento degli animali da spettacolo. Sono stati documentati abusi sugli animali nei circhi, come tenerli in piccoli recinti aventi poco spazio per muoversi, mancanza di cure veterinarie, metodi di addestramento abusivi e mancanza di supervisione da parte degli enti regolatori. Gli addestratori di animali hanno sostenuto che alcune critiche non sono basate sui fatti, comprese le convinzioni che urlare fa credere agli animali che l'addestratore farà loro del male, che la gabbia è crudele e comune e che l'uso di fruste, catene o addestramento danneggia gli animali.
La Bolivia ha promulgato quello che gli attivisti per i diritti degli animali hanno definito il primo divieto mondiale di tutti gli animali nei circhi.

#### Combattimento tra animali

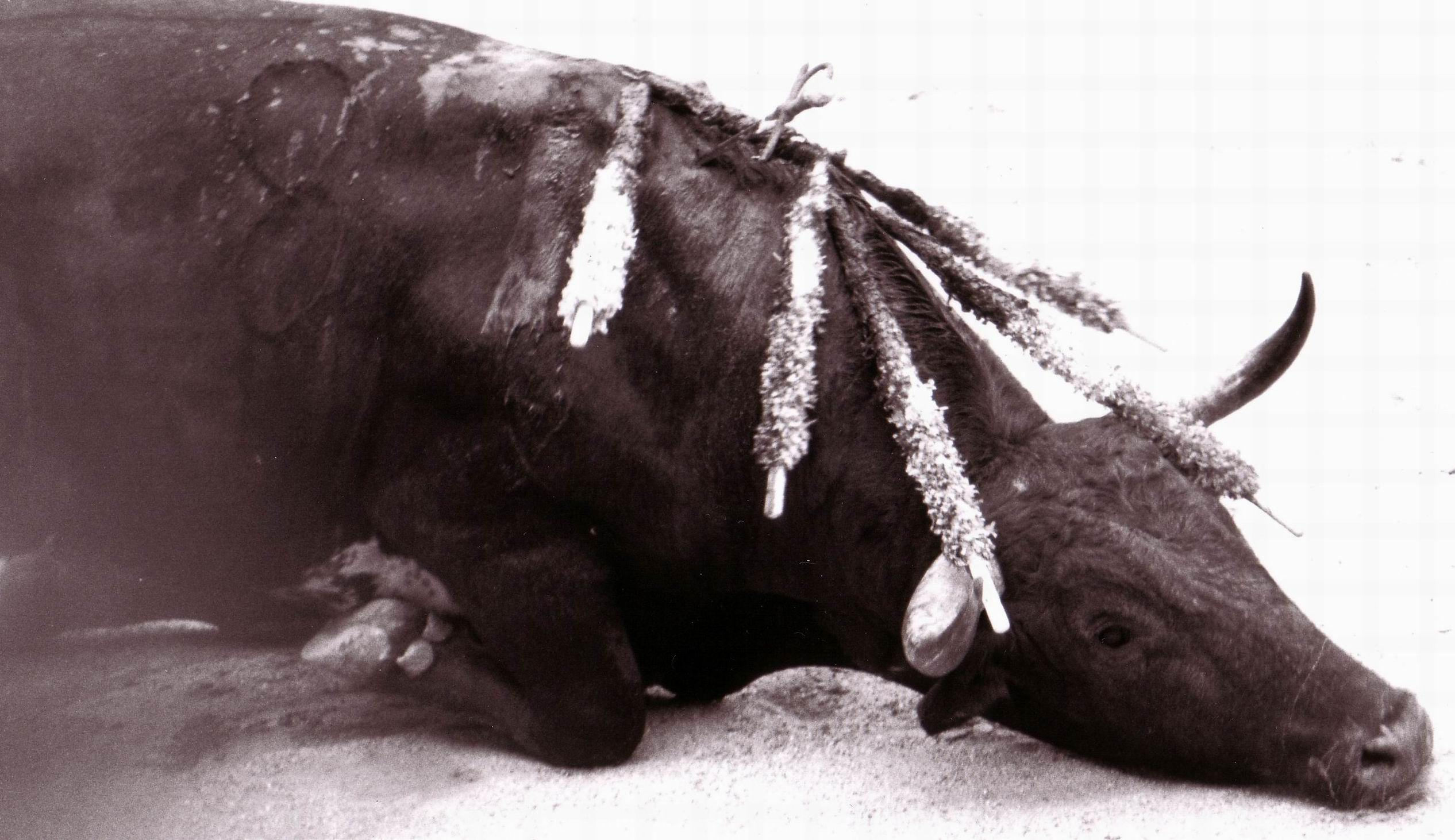
Toro morente in una corrida

La tauromachia è criticata dagli attivisti per i diritti degli animali o per il benessere degli animali, che la definiscono uno sport sanguinario crudele o barbaro in cui il toro soffre di forte stress e di una morte lenta e dolorosa. Diversi gruppi di attivisti intraprendono azioni anti-tauromachia in Spagna e in altri paesi. In Spagna, gli oppositori della tauromachia sono chiamati anti-taurinos.
Il manuale The Bulletpoint Bullfight avverte che la tauromachia "non è per i deboli di stomaco", consigliando agli spettatori di "essere preparati al sangue". Descrive in dettaglio sanguinamenti prolungati e profusi causati da lancieri a cavallo, la carica del toro di un cavallo bendato e corazzato che è "a volte drogato e ignaro della vicinanza del toro", il posizionamento di dardi uncinati da parte dei banderilleros, seguito dalla fatale stoccata di spada del matador. Sottolinea che queste procedure sono una parte normale della tauromachia e che la morte è raramente istantanea. Inoltre avverte coloro che assistono alle corride di "essere preparati ad assistere a vari tentativi falliti di uccidere l'animale prima che si sdrai". 

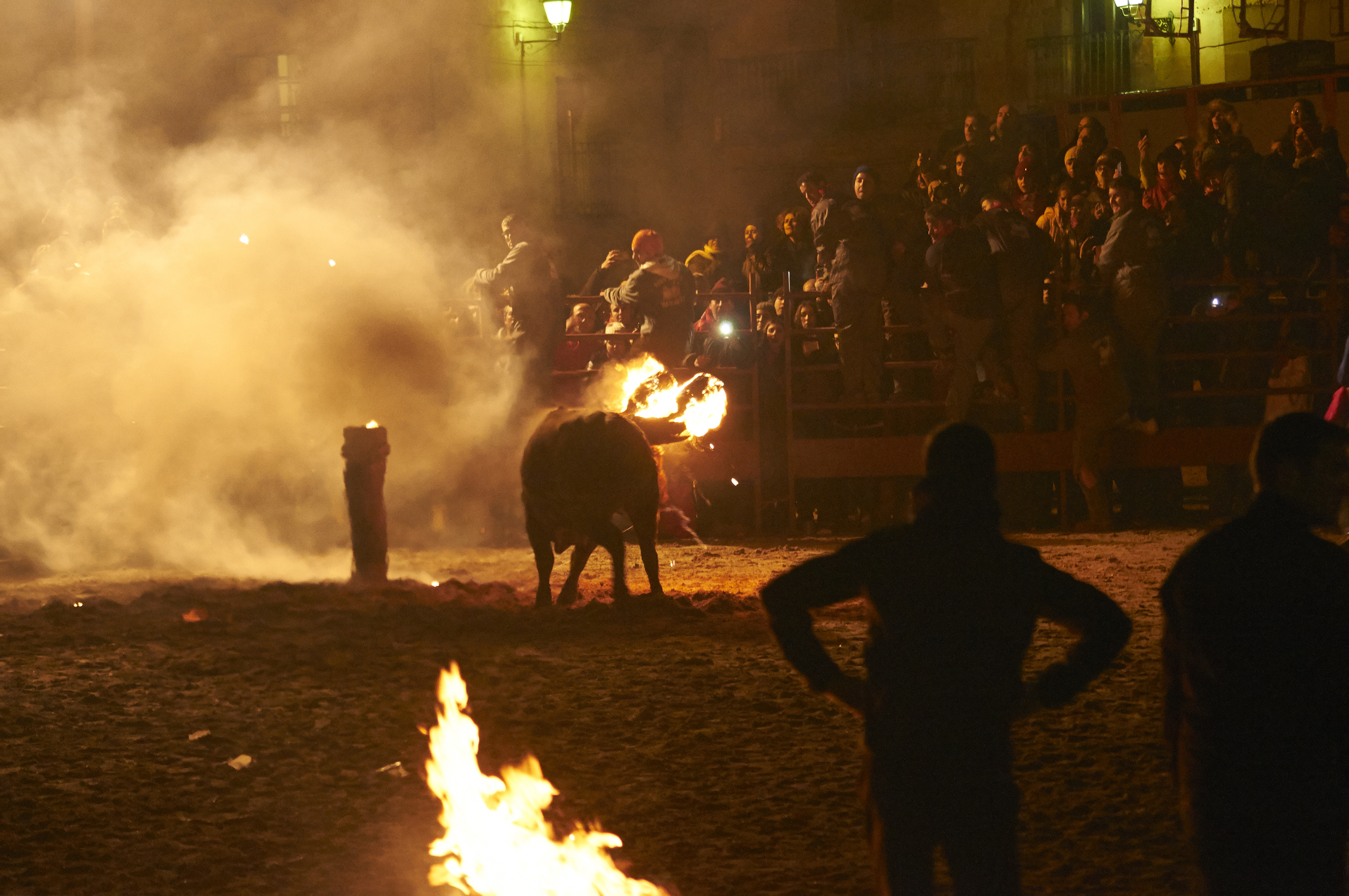
Festa del Toro Jubilo di Medinaceli (2014)

Il "Toro Jubilo" o "Toro embolado" a Soria, Spagna, è una festa associata alla crudeltà sugli animali. Durante questa festa, palle di pece vengono attaccate alle corna di un toro e date alle fiamme. Il toro viene poi liberato per le strade e correrà in giro dolorante, spesso sbattendo contro i muri nel tentativo di spegnere l'incendio mentre gli spettatori cercano di schivare l'animale. Le palle di pece possono bruciare per ore e danneggiano le corna, il corpo e gli occhi del toro. Il gruppo per i diritti degli animali PACMA ha descritto la festa come "un chiaro esempio di maltrattamento degli animali".
Il combattimento di cani è uno sport in cui i cani si affrontano tra loro in un ring o in una fossa, a scopo di gioco d'azzardo o per intrattenere gli spettatori.
Il combattimento di galli è una tradizionale attività ricreativa che mette di fronte due galli allevati a tale scopo. Il combattimento ha termine quando le ferite riportate sono tali da lasciare tramortito il gallo perdente, che spesso muore dissanguato.

#### Raduni di serpenti a sonagli
I raduni di serpenti a sonagli, noti anche come rodeo dei serpenti a sonagli, sono eventi annuali comuni nelle zone rurali del Midwest e nel sud degli Stati Uniti, dove le attrazioni principali sono i serpenti a sonagli selvatici catturati che vengono venduti, esposti, uccisi per essere mangiati, per ottenere prodotti derivati (come la pelle di serpente) o rilasciati in natura. Il più grande raduno di serpenti a sonagli negli Stati Uniti si tiene a Sweetwater, in Texas. Tenuto ogni anno dal 1958, l'evento in epoca moderna attrae circa 30.000 visitatori all'anno e nel 2006 risultava che ogni raduno annuale si concludesse con la cattura dell'1% della popolazione di serpenti a sonagli dello Stato. I raduni di serpenti a sonagli sono diventati una preoccupazione per i gruppi che si occupano del benessere degli animali e per gli ambientalisti, i quali accusano questi eventi di esercitare crudeltà sugli animali. In risposta, alcuni raduni impongono restrizioni sulle dimensioni dell'esemplare catturato o il rilascio in natura dei serpenti catturati.

### Guerra
Gli animali militari sono impiegati dagli uomini per l'uso in guerra. Sono un'applicazione specifica degli animali da lavoro. Esempi includono cavalli, cani e delfini. Solo di recente il coinvolgimento degli animali in guerra è stato messo in discussione, e pratiche come l'uso di animali per combattere, come nel caso delle "bombe viventi" (in cui gli esplosivi sono legati a un animale da soma come un cavallo, un mulo o un asino che può essere fatto esplodere in mezzo alla folla) o per scopi di test militari (come durante gli esperimenti atomici di Bikini, che consistevano nella detonazione di 24 armi nucleari da parte degli Stati Uniti tra il 1946 e il 1958 a Bikini Atoll nelle Isole Marshall) possono ora essere criticati in quanto crudeli.
La principessa Anna, patrona del British Animals in War Memorial, ha affermato che gli animali si adattano a ciò che gli umani vogliono che facciano, ma che non faranno cose che non vogliono, nemmeno con l'addestramento. La partecipazione degli animali al conflitto umano è stata commemorata nel Regno Unito nel 2004 con l'erezione dell'Animals in War Memorial a Hyde Park, Londra.
Nel 2008 un video di un marine statunitense che lanciava un cucciolo da una scogliera durante il conflitto in Iraq divenne popolare su Internet e suscitò ampie critiche per le azioni del soldato, considerate un atto di crudeltà.

### Esperimenti o dimostrazioni scientifiche non necessarie
In tutti e tre gli approcci alla crudeltà sugli animali discussi sopra, eseguire esperimenti o dimostrazioni non necessari sugli animali che causano loro dolore o sofferenza sostanziali può essere considerato crudeltà. A causa dei cambiamenti negli standard etici, questo tipo di crudeltà tende a essere meno comune oggi rispetto al passato. Ad esempio, le dimostrazioni scolastiche di carenza di ossigeno consistevano nel soffocare di routine gli uccelli mettendoli sotto una copertura di vetro, e gli animali venivano soffocati nella Grotta del Cane per dimostrare la densità e la tossicità dell'anidride carbonica ai viaggiatori curiosi del Grand Tour.

### Nessuna politica sugli animali domestici e sull'abbandono
Molti complessi di appartamenti e case in affitto istituiscono politiche di divieto di animali domestici che sono una delle principali cause di abbandono degli animali, che è considerato un crimine in molti sistemi giuridici. In molti casi, gli animali domestici abbandonati devono essere soppressi a causa della pressione che mettono sui rifugi per animali e sui gruppi di soccorso. Gli animali abbandonati spesso diventano selvatici o contribuiscono alla creazione o all'aumento di popolazioni selvatiche. In particolare, i cani selvatici possono rappresentare una seria minaccia per gli animali domestici, i bambini e il bestiame.
In Ontario, Canada, le politiche che impediscono l’ingresso di animali domestici sono vietate ai sensi dell’Ontario Landlord and Tenant Act e sono considerate invalide anche quando un inquilino firma un contratto di locazione che include una clausola di divieto di ingresso di animali domestici. Una legislazione simile è stata presa in considerazione anche in Manitoba.

### Caccia

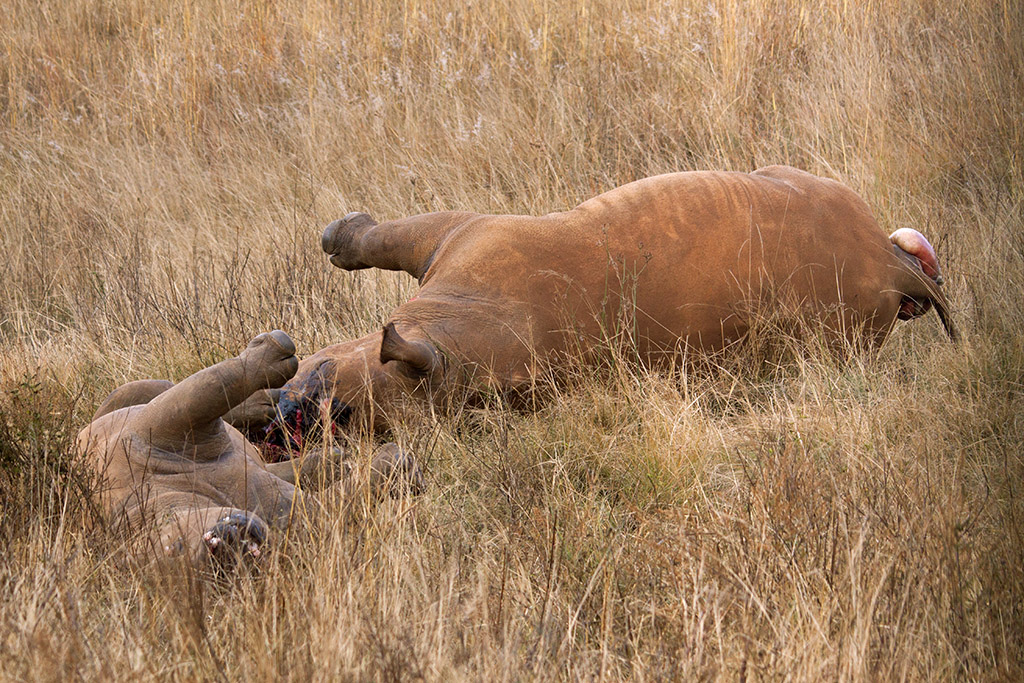
Rinoceronti uccisi per i corni

La caccia ai trofei è in gran parte un'attività ricreativa che causa morte e lesioni a un numero significativo di animali. Nel bracconaggio l'animale viene ucciso e vengono raccolte parti di valore come zanne o ossa. La "caccia in scatola" si riferisce alla pratica di portare animali esotici come trofei su terreni privati per la caccia. Nonostante sia crudele verso gli animali, la caccia è praticata in migliaia di proprietà private in tutto il mondo ed è considerata un'attività redditizia.